# 차이나 (미주리주)
차이나(China)는 미주리주 하월군 남부에 있는 비법인 커뮤니티이다. 이 커뮤니티는 미주리주 JJ 도로를 따라 웨스트플레인스의 남남동쪽으로 약 eight 마일 (13 km) 떨어진 곳에 있다. 사우스 포크 스프링 강은 이 지역의 북쪽으로 약 one 마일 (1.6 km) 떨어져 있다. 차이나 연합 교회는 이 위치에서 JJ 도로에 인접해 있다.

## 역사
차이나라는 이름의 우체국은 1892년에 설립되어 1897년까지 운영되었다. 이 커뮤니티는 같은 이름의 지역 교회에서 이름을 따왔다.